# Laurent d’Abbadie
Laurent d’Abbadie, Baron von Saint-Loup, Montcontour und La-Roche-de-Luzay (* 28. Oktober 1776 in Pau; † 2. August 1851 in Aroue-Ithorots-Olhaïby, Département Pyrénées-Atlantiques) war ein französischer Politiker und von 1824 bis 1827 Mitglied der Abgeordnetenkammer.

## Leben
Laurent d’Abbadie war ein Sohn der Marie de Lafaurie de Monbadon und des Barons Jean d’Abbadie, der u. a. die Funktionen eines königlichen Rats, Kammerpräsidenten des Parlaments von Navarrra und Laien-Abts von Ithorots in der historischen baskischen Provinz Soule bekleidete. Nach dem Ausbruch der Französischen Revolution nahm Laurent d’Abbadie als junger Adliger an den Kriegen in der Vendée teil. Anschließend heiratete er am 6. September 1799 Anne-Colombe-Amélie Ferrand de Vernay und ließ sich in seinem Schloss in Saint-Loup im Département Deux-Sèvres nieder.
Nachdem Ludwig XVIII. nach der Restauration der Bourbonen (1814) den französischen Thron bestiegen hatte, wurde Abbadie zunächst zum Mitglied des Generalsrats (Conseil général) und später zum Präsidenten des Wahlkollegiums des Départements Deux-Sèvres ernannt. Bei den Wahlen von 1816 kandidierte er für das Arrondissement Parthenay, unterlag aber dem gemäßigten Monarchisten Louis-Alexandre Jard-Panvillier. Die Einführung eines neuen Wahlgesetzes erforderte 1817 Neuwahlen, bei denen Abbadie gegen denselben Gegenkandidaten erneut scheiterte. Im gleichen Jahr wurde er Maire von Saint-Loup. Nach dem Tod von Jard-Panvilliers verlor Abbadie bei der hierdurch nötigen Nachwahl im Arrondissement Parthenay im Mai 1822 gegen den Liberalen Pierre-Paul-Alexandre Gilbert de Voisins. Erst bei den Wahlen von 1824 vermochte er sich gegen den liberalen Kandidaten Morisset im dritten Wahlgang durchzusetzen, saß nun als Deputierter des Départements Deux-Sèvres in der Abgeordnetenkammer und schloss sich hier der Rechten an. Im Mai 1825 wurde er zum Ritter der Ehrenlegion ernannt. Bereits bei den nächsten Wahlen 1827, für die er wiederum im Arrondissement Parthenay antrat, schaffte er seine Wiederwahl nicht und musste aus dem Parlament ausscheiden. Auch als er am 23. Juni 1830 in Bressuire als Kandidat der Regierung des Königs Karl X. antrat, wurde er trotz des ihn unterstützenden Rundschreibens des Präfekten nicht gewählt. Schließlich zog er sich nach dem Sturz Karls X. durch die Julirevolution von 1830 aus dem politischen Leben zurück.
Nochmals trat Abbadie 1832 in Erscheinung, als er sich als Anhänger der nahe Marseille gelandeten Herzogin von Berry präsentierte, die einen rasch gescheiterten Umsturzversuch gegen den neuen König Louis-Philippe unternahm. Dessen Regierung ließ aber Abbadie trotz seines politischen Engagements gegen den Bürgerkönig unbehelligt. Abbadie lebte nun zurückgezogen meist abwechselnd in Saint-Loup, Paris und Ithorots und blieb bis zuletzt seinen legitimistischen Ansichten treu. Er starb am 2. August 1851 im Alter von 74 Jahren in Ithorots-Olhaïby. Sein Schloss in Saint-Loup wurde 1895 an den Marquis Maussabré verkauft.